# 四日市市立中央小学校
四日市市立中央小学校（よっかいちしりつ ちゅうおうしょうがっこう）は、三重県四日市市にある公立小学校。
かつての四日市市立納屋小学校と四日市市立中部東小学校が、1995年（平成7年）に統合して開校した。現在地は中部東小学校の旧敷地に当たる。

## 沿革
- 1995年（平成7年）
  - 4月1日 - 納屋小学校と中部東小学校を統合し、四日市市蔵町4番17号の旧納屋小学校舎を使用し中央小学校を開校。児童数342名。
  - 4月5日 - 中央小学校開校式典挙行。
  - 7月6日 - 四日市市元新町2番36号の旧中部東小学校跡地において新校舎起工式を挙行。この日を学校創立記念日と制定する。
- 1997年（平成9年）
  - 1月31日 - 新校舎が竣工。
  - 4月1日 - 新校舎での授業を開始。
  - 5月10日 - 新校舎落成記念式典挙行。
- 1998年（平成10年）6月4日 - 文教施設協会より平成8年度公立学校施設・文部大臣奨励賞（最優秀賞）を受賞。
- 2000年（平成12年）11月21日 - 四日市市の嘱託研究推進委託で研究発表会を開催。
- 2005年（平成17年）7月9日 - 創立10周年記念式典挙行。
- 2007年（平成19年）8月31日 - 第一次バリアフリー工事完成。
- 2014年（平成26年）3月31日 - 屋上フェンス設置工事完成。
- 2015年（平成27年）7月4日 - 創立20周年記念式典挙行。

## 通学区域
- 四日市市
  - 同和地区
    - 八幡町、中町

  - 中央地区
    - 元新町、北条町、北浜町、新町、新々町、本町、沖の島町、栄町

  - 港地区
    - 浜町、北納屋町、蔵町、相生町、南納屋町、中納屋町、稲葉町、高砂町、尾上町、西末広町、千歳町、大協町一丁目

卒業生は基本的に四日市市立中部中学校へ進学する。

## 周辺
- 四日市市立中央保育園 - 敷地が隣接、かつ進学前保育園のひとつ。
- 四ツ谷公園 - 敷地が隣接
- 四日市市役所
- 四日市郵便局
- 諏訪神社
- 国道164号（柳通）

## アクセス
- JR関西本線四日市駅から、徒歩約720m・約11分。
- 近鉄名古屋線近鉄四日市駅から、徒歩約1.1km・約16分。
- 三重交通バス
  - 「百五銀行前」バス停から、徒歩約220m・約4分。
  - 「本町」バス停から、徒歩約340m・約5分。
    - JR四日市駅方面へは、「01」（土日祝は「05」）・「90」・「91」・「98」・「99」の各系統を利用。
    - 近鉄四日市駅方面へは、「01」（土日祝は「05」）・「90」・「91」・「99」の各系統を利用。
    - 赤字の系統は、平日のみ運行。詳しくは、三重交通ホームページを参照するか、電話で要問い合わせ。